# 格勒德
格勒德（德語：Gröde，發音：[ˈɡʁøːdə] ⓘ）是德国石勒苏益格-荷尔斯泰因州北弗里斯兰县的市镇，由西部较大的同名岛屿和东部较小的哈伯尔岛组成，面积2.52平方千米，2023年12月31日人口为10人，是德国人口最少的市镇。